# ジ・アーリー・ショー
『ジ・アーリー・ショー』（The Early Show, The CBS Early Showとも呼ばれる）は、アメリカCBSで月曜日〜土曜日7:00から9:00までニューヨークのスタジオから生放送された朝のニュース・トーク番組である。いくつかの地域では土曜日版は放送されなかった。
CBSは1965年以来、同時間帯に継続的に番組を持っているが、1999年11月2日開始の同番組は、米国メジャー・ネットワークの朝の報道番組の中では最も新しい番組である。しかし、『CBSサンデー・モーニング』は『ジ・アーリー・ショー』とは異なる形式の番組でジャーナリズム型セグメントに位置付けられており、同時間帯でトップ・クラスの長寿番組である。
『ジ・アーリー・ショー』は、多くの前番組と同様、伝統的に視聴率3位に甘んじている（競合相手はNBC『トゥデイ』とABC『グッド・モーニング・アメリカ』）。

## 前史

### 1950年代
CBSの朝の番組での最初の試みは、1954年3月15日に、元々はウォルター・クロンカイトがホストを務め、形式が『トゥデイ』と非常に似ている『ザ・モーニングショー（The Morning Show）』で開始した（これも東部標準時7:00〜9:00までの2時間放送され、1955年の『キャプテン・カンガルー』の初放送に対応するために1時間に短縮された）。長年にわたる追加のホストには、ジャック・パール、ジョン・ヘンリー・フォーク、ディック・ヴァン・ダイクが含まれていた。視聴者を引き付けるのに最も成功したパールは、ホストとしての在職中に番組のトーンに大きな変化をもたらし、いくつかのインフォテインメント要素を備えたトーク番組にキャストしたが、彼が第二次世界大戦前に行ったラジオ番組のようなものを彷彿とさせるユーモアと会話に重点を置いている。1956年、パールは『ザ・モーニングショー』から、『キャプテン・カンガルー』の後に放送された、ネットワーク上の自身の深夜トーク番組に移された（パールは1957年にNBCの『ザ・トゥナイト・ショー』を引き継ぐためにCBSを去った）。
次は『グッド・モーニング!・ウィズ・ウィル・ロジャース・ジュニア（Good Morning! with Will Rogers Jr.）』で、1957年4月にカントリー・ミュージック歌手のジミー・ディーンがホストを務めるバラエティ番組『ザ・モーニングショー』に置き換えられ、9か月後の12月に終了した。45分間の同番組は、東部標準時間7:00に放送され、その後、15分間のニュース番組『CBSモーニングニュース』が続き、リチャード・C・ホッテレットがアンカーを務め、その後スチュアート・ノヴィンズが8:00に『キャプテン・カンガルー』につなげた。

### 1960年代
CBSは、8年間、『トゥデイ』に対して番組を作るための真剣な試みをしなかった。『ザ・CBSモーニングニュース（The CBS Morning News）』は1963年9月2日に開始した。同番組は、『CBSイブニングニュース』の対応する番組とスタイルが似ており、長年にわたってCBSニュースの様々なホストや特派員をフィーチャーした、ハードニュースに焦点を当てた番組でもあった。同年にネットワークに参加したマイク・ウォレスがアンカーを務める30分放送としてデビューし、月曜日〜金曜日東部標準時10:00に放送された。偶然にも、それはウォレスの将来の『60ミニッツ』の同僚であるハリー・リーゾナーがホストを務めた日中のマガジン番組『カレンダー (アメリカのテレビ番組)』に取って代わった。
1965年8月、CBSは、10:00枠で『アイ・ラブ・ルーシー』の再放送を放送することで、より良い視聴率を得ることができると判断した。ネットワークは『モーニングニュース』を7:05に移動した（ただし、ほとんどの系列局はテープ遅延で7:30に同番組を放送した）。ウォレスは移籍してからあと1年しか続かなかった。早い起床時間にうんざりして、彼はリチャード・ニクソンのCBSニュースのための1968年カムバック大統領キャンペーンを扱うために番組を去った。ウォレスは彼の代わりとして、ロサンゼルスの放送記者であるジョセフ・ベンティを提案した。

### 1970年代
同番組が1969年3月31日にネットワークテレビで最初の定期的にスケジュールされた1時間のニュース番組となったのは、ジョセフ・ベンティが務めていた間（1970年8月28日まで）だった。1981年まで、東部標準時7:00から8:00までのCBSの朝のスケジュールで『キャプテン・カンガルー』に先行していた。新しい1時間形式では、ジョン・ハート (ジャーナリスト)がワシントンD.C.とCBSニュースモスクワ特派員のヒューズ・ラッドからのニュースのヘッドラインを時折寄稿者として読んでいた。ハートがニューヨーク市のメインアンカーとしてベンティに取って代わった後、ワシントンのアンカーデスクは1972年までバーナード・カルブに、その後1年間はネルソン・ベントンに引き継がれた。
1973年8月6日、ハートは交代した（最終的にNBCに移籍した）。バーバラ・ウォルターズを共同アンカーとして迎えた『トゥデイ』を真似するため、ラッドは元ワシントン・ポスト記者のサリー・クインとチームを組んだ。CBSにとって残念なことに、数日のうちに、マスコミによって「美女と気難し屋」（英："the beauty and the grouch"、それぞれクインとラッドを指す）と揶揄されたものの、大々的に公表された組み合わせは惨事であることが判明した。クインは、1974年2月1日の放送後に降板し、就任から6か月で去った。より経験豊富な特派員であるブルース・モートンが後にワシントンのデスクを引き継ぎ、1977年までそこに留まった。その期間中、同番組は、クロンカイトの夕方ニュースのように、朝のニュースの簡単な配信に進化した。何年にもわたるアンカーの入れ替え率にもかかわらず、放送は有名人のゴシップや自助のヒントよりも、ニュースやアイデアを強調する一貫したトーンを設定した。その後、アンカーデスクはレスリー・スタールとリチャード・トレルケルドのチームによって共有され、モートンとラッドは特集リポートと解説を提供するために戻ってきた。

### 1980年代

#### 『モーニング（Morning）』時代
1979年1月28日、CBSは番組を刷新し、曜日（『マンデーモーニング（Monday Morning）』、『チューズデーモーニング（Tuesday Morning）』など）に応じてタイトルが付けられた『モーニング（Morning）』を初放送した。平日の『モーニング』シリーズは『グッド・モーニング・アメリカ』や『トゥデイ』と競い合った。チャールズ・クラルトが日曜日を、ボブ・シーファーが他曜日のホストをそれぞれ務め、クラルトは1980年10月27日から毎日の放送も引き継いだ。同番組は、CBSニュースの支局からの長編作品を特集し、多くの人がそれを最高のCBS伝統の知的で上品なニュース番組と見なしていた。批評家の称賛にも関わらず、番組は視聴率の最後で死んだままであり、CBSはより実現可能な朝の競争相手を提示するように系列局からより多くの圧力を受けていた。そのため、1981年9月28日、『モーニング』はタイトルから曜日を削除し（『CBSニュース サンデーモーニング』を除く）、放送時間が90分間に延長され、共同ホストとしてダイアン・ソイヤーが追加された過程で、『キャプテン・カンガルー』は、1日30分間に短縮され、より早い時間帯（7:00）に繰り上げられた。

#### 『ザ・CBSモーニングニュース（The CBS Morning News）』
1982年1月18日、再び『キャプテン・カンガルー』を犠牲にして、『モーニング』は『トゥデイ』と『GMA』が利用していたのと同じ2時間形式に拡張された。その過程で、『ザ・CBSモーニングニュース（The CBS Morning News）』のタイトルを再開した（CBSの早朝ニュース番組である『CBSアーリーモーニングニュース』と混同しないこと。後に『CBSモーニングニュース』と改名された）。クラルトは同年3月の平日版の放送で置き換えられた。この時までに、経営陣は朝のニュース番組をもっと競争力のあるものにするべきだと判断し、シカゴのWBBM-TVで高視聴率の夕方ニュースのアンカーであるビル・カーティスをソイヤーの共同ホストとして採用した。クラルトをホストとする『モーニング』日曜版が維持され、元のタイトル『CBSニュース サンデーモーニング』（現在はジェーン・ポーリーがホストを務めている）で放送されている。
1982年の秋までに、「キャプテンカンガルー」は毎日のスケジュールから姿を消し、カーティスとソーヤーの新しいチームは、「CBSアーリーモーニングニュース」でも見られたように、午前中に3時間のニュースを固定していました。   1時間前。
1982年秋までに、『キャプテン・カンガルー』は毎日のスケジュールから姿を消し、カーティスとソーヤーの新しいチームは、1時間前の『CBSアーリーモーニングニュース』でも見られたように、午前中に3時間のニュースのアンカーを務めていた。
彼らのチームワークは、簡単ではあるが、番組の視聴率を高めるのに役立ち、放送を刷新するために雇われた元『グッド・モーニング・アメリカ』プロデューサーのジョージ・メルリスは、1983年3月までに『ザ・CBSモーニングニュース』の視聴者数がほぼ2倍になった殆どのネットワークインサイダーからも評価されている。夏季の間、その数は増え続け、同年8月の1週間で、『GMA』に次ぐ2位の『トゥデイ』を通過し、1位の後者のすぐ後ろで3位に戻った。マーリスがトラブルで職務から解放された後、朝の単調な業務にうんざりしていたソーヤーは1984年秋に去り、『60ミニッツ』で最初の女性特派員となった。
CBSニュースの特派員であるジェーン・ウォレス (ジャーナリスト)とメレディス・ビエラは、数ヶ月間続いた放送中のトライアウトで暫定的な共同ホストとして一時的に交代したが、どちらも常設スポットに引き継がれた。代わりに、CBSは元ミス・アメリカと『The NFL Today』共同ホストで、僅か2週間のトライアルの後に3年間の契約を交わしたフィリス・ジョージに決着をつけた。画面上のジョージとカーティスの間にはほとんど相性がなく、番組は上手くいかなかった。
彼女の非常に短い在職期間の最低点は、1985年5月14日、偽のレイプ告発者であるキャスリーン・メイ・ウェッブと彼女が偽りに告発した男、ゲイリー・ドットソンとのジョージのインタビューの間に来た。二人にお互いを償わせるために、ジョージは、「抱擁はどうですか?（How about a hug?）」と簡単な提案をしたが、ウェッブとドットソンの両方が丁寧に拒否した。その悪名高いインタビューは視聴者を遠ざけ、批評家に台無しにされ、この最初の時点でジョージのテレビキャリアに不快感を与える引き金となった。非常に不幸なビル・カーティスはその後、番組を降板し、同年7月にCBSニュースを辞職し、シカゴへ且つ以前のWBBM-TVのアンカー職に戻った。繰り返しになるが、ボブ・シーファーが簡単な交代要員を務めた。フィリス・ジョージは最終的に同年秋にCBSを去った。
1983年に西海岸担当特集リポーターとしてCBSに加わったマリア・シュライバーと、ネットワークに新たに加わったフォレスト・ソイヤーは、1985年8月30日に共同アンカーに指名された。CBSが早朝の時間枠がニュース部門の管理を離れ、CBSブロードキャスト・グループで新しく作成されたユニットによって制作された新番組に取って代わられると発表した後、シュライバーとソイヤーは、視聴率で3位になったが、立派な1年を過ごした後、1986年8月1日に番組を降りた。CBSは、ネットワーク系列局の提案により、『グッド・モーニング・アメリカ』と『トゥデイ』に対してエンターテインメント形式の方が効果的であると判断し、『ザ・モーニング・プログラム（The Morning Program）』と呼ばれる新番組の計画を開始した。ブルース・モートンとフェイス・ダニエルズは、『モーニングニュース』を放送するまで、一連の代役の中で最初にホストを務めた。
1986年8月のニューズウィークの記事で、コラムニストのジョナサン・オルターはこの動きについて、「 『ザ・CBSモーニングニュース』は単に撃ち殺された。視聴率の低い共同アンカーのフォレスト・ソイヤーとマリア・シュライバーは、年末までに絶え間なく遅れている番組が打ち切られるというネットワークの発表の後、上品な別れを告げた」と記した。
トム・シェイルズはワシントン・ポストで、「業界全体で、CBSが『モーニングニュース』を処理する方法に衝撃と愚弄があり、長い間問題児だった。競合他社は、『モーニングニュース』の大失敗は、CBSニュースの新たな混乱の兆候であり、現在のCBSニュースの幹部全員が嵐を乗り切ることができるかどうかについて疑問を投げかけている」と報じていた。

#### 『ザ・モーニング・プログラム（The Morning Program）』

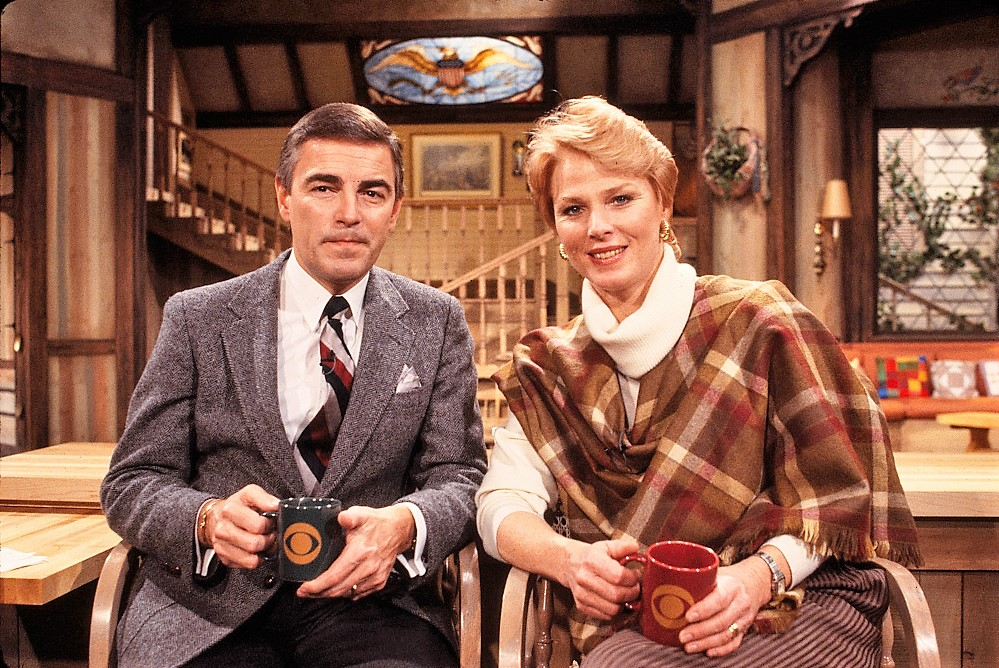
ローランド・スミスとマリエット・ハートレイが1987年に共同ホストを務めた。

1987年1月12日、女優のマリエット・ハートレイと、ニューヨーク市のWCBS-TVの元アンカーであったローランド・スミスがホストを務める『ザ・モーニング・プログラム（The Morning Program）』が開始した。ラジオパーソナリティのマーク・マキュアンが天気予報を担当し、コメディアンのボブ・サゲットがコメディを少々担当した。ネットワークのエンターテインメント部門によって制作された同番組は、タイトルから「アーリー」を削除した、一時的に拡大された90分間の『CBSアーリーモーニングニュース』放送（現地時間6:00〜7:30。ただし、殆どの大規模な系列局は、朝のローカルニュースを放送するため、6時台の全部または一部を先取りした）直後に90分間続いた（東部・太平洋標準時7:30〜9:00、中部・山岳部標準時6:30〜8:00）。
しかし、ニュース、エンターテインメント、コメディがぎこちなく混ざり合った『ザ・モーニング・プログラム』は、業界のジョークになり、痛烈な評価を受けた。ある時点で、それはCBSが5年間で朝の時間帯に見た中で最も低い視聴率である僅か10％のシェアを生み出した。番組はまた、殆どの系列が東部・太平洋標準時9:00と中部・山岳部標準時8:00の枠で放映したシンジケート番組の視聴率を引き下げており、変更が加えられない限り、多くの系列局が番組を先取りすると脅迫していた（例えば、コロラド州コロラドスプリングスにあるCBS系列のKKTVは番組を無事に打ち切り、朝のブロックをシンジケート化されたアニメ番組に置き換えた）。最後に、CBSは番組を打ち切り、10か月半の放送後にニュース部門に時間枠を戻した。ハートリーとスミスは捨てられ（前者は2週間早く番組を降り、『グッド・モーニング・アメリカ』の共同ホストを務めていたサンディ・ヒル (テレビパーソナリティ)に取って代わられた）、サゲットはABCのシチュエーション・コメディ『フルハウス』に出演するため降りた。長年のプロデューサーは、このバージョンの番組が終了した際、「…誰もが私たちが朝に持つことができる最低の視聴率を持っていると思っていた。『ザ・モーニング・プログラム』は私たちが間違っていることを証明した」と要約した。

### 『CBSディス・モーニング（CBS This Morning）』
1987年11月30日、『ザ・モーニング・プログラム』は『CBSディス・モーニング（CBS This Morning）』（第1期）に置き換えられた。同番組は12年間続き、その放送全体で3位の視聴率に留まった。しかし、前番組よりもはるかに競争力があった（前述のKKTVでは、以前に『ザ・モーニング・プログラム』を打ち切った後、1989年初めに『CBSディス・モーニング』を放送し始めた）。1999年10月29日に第1期が終了し、『ジ・アーリー・ショー（The Early Show）』に置き換えられた。日曜版を真似するために番組名を『CBSモーニングス（CBS Mornings）』に変更する計画が発表された。この最新バージョンの番組は2021年9月に始まった。

## 出演者

### アンカー
- ブライアント・ガンベル（英語版） - アンカー（1999年〜2002年）
- ジェーン・クレイソン（英語版） - アンカー（1999年〜2002年）
- マーク・マキュアン（英語版） - アンカー（2002年夏）
- トム・バージェロン（英語版） - アンカー（2002年夏）
- ラス・ミッチェル（英語版） - アンカー（2002年夏）
- グレッチェン・カールソン - アンカー（2002年夏）
- ジョン・ロバーツ (ジャーナリスト)（英語版） - アンカー（2002年夏）
- ジュリー・チェン（英語版） - アンカー（2002年〜2010年）
- ハリー・スミス - アンカー（2002年〜2010年）
- ハンナ・ストーム（英語版） - アンカー（2002年〜2007年）
- レネ・サイラー（英語版） - アンカー（2002年〜2006年）
- マギー・ロドリゲス（英語版） - アンカー（2008年〜2010年）
- クリス・ラギー - アンカー（2011年〜2012年）
- エリカ・ヒル（英語版） - アンカー（2011年〜2012年）

### ニュースアンカー
- ジュリー・チェン（英語版） - ニュースアンカー（1999年〜2007年）
- ラス・ミッチェル（英語版） - ニュースアンカー（2007年〜2010年）
- エリカ・ヒル（英語版） - ニュースアンカー（2010年〜2011年）
- ジェフ・グロール - ニュースアンカー（2011年〜2012年）

### 気象アンカー
- マーク・マキュアン（英語版） - 気象アンカー（1999年 - 2002年）
- デイブ・プライス（英語版） - 気象アンカー（2003年 - 2010年）
- マリソル・カストロ（英語版） - 気象アンカー（2011年）

## 土曜日版
1997年に開始した『ジ・アーリー・ショー』としての平日の番組のリニューアルに伴い、1997年に開始した『CBSニュース サタデーモーニング』もゼネラルモーターズ・ビルディング (マンハッタン)に移転し、『ザ・サタデー・アーリー・ショー（The Saturday Early Show）』に改名された。2008年、土曜日版のタイトルは『ジ・アーリー・ショー（The Early Show）』に短縮され、平日の番組と完全に一致した。この時代の土曜日版のアンカーには、ラス・ミッチェル（1997年〜2007年、2011年）、サリア・アシュラス（1999年〜2002年）、グレッチェン・カールソン（2002年〜2005年）、トレイシー・スミス (ジャーナリスト)（2005年〜2007年）、クリス・ラギーとエリカ・ヒル（共に2008年〜2010年）、レベッカ・ジャービス（2012年〜2013年）、そして気象アンカーのアイラ・ジョー・フィッシャー（1996年〜2006年）とロニー・クイン（2006年〜2012年）が含まれていた。
競合他社の『トゥデイ』や『グッド・モーニング・アメリカ』とは異なり、『ジ・アーリー・ショー』は、長い形式の特集リポートと詳細なインタビューコーナーを備えた明確なニュースマガジン形式を維持した『CBSニュース サンデーモーニング』の継続的な成功により、日曜日版は無かった。